# Diaporthe sarmenticia
Diaporthe sarmenticia är en svampart som beskrevs av Sacc. 1878. Diaporthe sarmenticia ingår i släktet Diaporthe och familjen Diaporthaceae.   Inga underarter finns listade i Catalogue of Life.